# Ripartizione nera

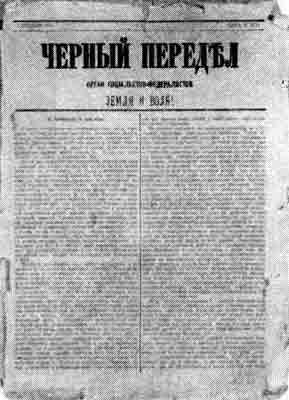
Il periodico «Čërnyj peredel», 1880

Ripartizione nera (in russo Чёрный передел?, Čërnyj peredel) o Distribuzione delle terre nere, fu un'organizzazione rivoluzionaria e populista russa, costituita a Pietroburgo nel settembre del 1879 dalla dissoluzione di Zemlja i Volja. Il nome deriva dalla volontà di distribuire ai contadini le terre fertili, chiamate in russo nere.
Diretta dagli intellettuali Georgij Plechanov, Pavel Aksel'rod, Osip Aptekman, Leo Deutsch, Michail Popov, Jakov Stefanovič e Vera Zasulič, e presente in diverse province - di Mosca, Charkiv, Kazan', Perm', Saratov, Samara - nel suo omonimo periodico affermava la necessità della propaganda politica tra i contadini, più che dell'attività terroristica scelta da Narodnaja Volja, l'altra corrente proveniente da Zemlja i Volja.
Il 10 febbraio, a seguito della delazione di un infiltrato, la polizia sequestrò a Pietroburgo la tipografia del partito quando era stato appena stampato il primo numero del «Čërnyj peredel». Il provocatore fu ucciso dai rivoluzionari il 17 febbraio, ma il colpo era stato grave e le pubblicazioni dovettero proseguire in Svizzera, rendendo problematica la diffusione della propaganda in Russia.
Quando Plechanov, Aksel'rod, Deutsch e Zasulič si resero conto che i loro sforzi di trascinare i contadini alla lotta politica erano inutili, lasciarono l'organizzazione per fondare in Svizzera il gruppo Emancipazione del lavoro, improntato sul marxismo e sulla propaganda svolta presso gli operai.
L'eredità lasciata dal gruppo di Plechanov fu raccolta da Anatolij Bulanov, che aprì una tipografia a Minsk e poi trasferì la direzione del movimento a Mosca, mentre nel 1880 Elizaveta Koval'skaja fondò a Kiev l'Unione operaia della Russia meridionale
La debolezza del gruppo, i progressi del marxismo da una parte e i successi di Narodnaja Volja dall'altra, convinsero Bulanov e la Koval'skaja ad aderire a quest'ultima organizzazione, portando, alla fine degli anni Ottanta, all'estinzione della Ripartizione nera.